# Wiesław Dębiński
Wiesław Marian Dębiński (ur. 23 marca 1939 w Chruszczewce, zm. 7 października 2014) – polski działacz samorządowy i przedsiębiorca, w latach 1983–1988 prezydent Łomży.

## Życiorys
W 1978 ukończył studia z administracji w białostockiej filii Uniwersytetu Warszawskiego. Przez wiele lat (do 1983) pełnił funkcję wiceprezesa Wojewódzkiej Spółdzielni Spożywców w Łomży. Działał w Polskiej Zjednoczonej Partii Robotniczej, zasiadał w Wojewódzkiej Radzie Narodowej w Łomży (wybrany do niej w 1980). W latach 1983–1988 pełnił funkcję prezydenta Łomży. W późniejszych latach zajmował się prowadzeniem własnej działalności gospodarczej.
Był żonaty, miał dwoje dzieci. 9 października 2014 pochowany na cmentarzu przy ul. Przykoszarowej.

## Odznaczenia
Odznaczony m.in. Brązowym Medalem Zasługi Łowieckiej (1992).